# Night Shift (filme)
Night Shift é um filme norte-americano de 1982 de comédia, dirigido por Ron Howard e estrelado por Henry Winkler e Michael Keaton. Contando com Shelley Long, Richard Belzer, Clint Howard, Kevin Costner e Shannen Doherty em pequenas atuações. Foi roteirizado por Babaloo Mandel e Lowell Ganz. Tem duração de 105 minutos.